# Цариградски революционен комитет
Цариградският революционен комитет на Вътрешната македоно-одринска революционна организация (ВМОРО) е основан от Димитър Ляпов в османската столица Цариград през 1894 година.
Комитетът се характеризира с относителната си автономия и поддържа тесни връзки както с ЦК на ВМОРО, така и с Върховния македонски комитет (ВМОК) в София. Амбициозният Ляпов има претенции, комитетът в Цариград да бьде център на революционното движение, или поне да бъде със самостоятелен статут. Сред по-известните му членове са Симеон Радев, Владимир Робев, Никола Милев, Христо Шалдев, Никола Кокарев и други. Ляпов установява тесни контакти и с арменската националистическа организация Дашнакцютун и през Арменската криза в 1895 - 1896 година комитетът снабдява арменските революционери с бомби и динамит за акциите им в Цариград. По време на посещението на княз Фердинанд I в Цариград в 1896 година комитетът му връчва писмо, подкрепящо идеите за реформи в Македония и Одринско на правителството на Стоилов. На Солунския конгрес на ВМОРО през 1896 година Цариградският революционен комитет формално е включен в състава на Одринския революционен окръг. Във връзка с това решение, несъгласният Ляпов по-късно напуска Цариград и се включва в ръководствата на ВМОК в София. На неговото място е избран Никола Милев. Въпреки това през 1900 година, комитетът подкрепя финансирания от ВМОК план на гемиджиите за убийството на султан Абдул Хамид II и взривяването на „Отоман Банк“ в Цариград. След оттеглянето на Ляпов и провала на акцията на гемиджиите, комитетът постепенно запада.
Години по-късно дейци на ВМРО (обединена), сред които е и бившият гемиджия Павел Шатев, напускат прокомунистически ориентираната организация и правят опит да създадат своя в Цариград. Така през втората половина на 1927 година се създава нов революционен комитет в града, който обаче не успява да просъществува дълго, поради факта, че между двете крила е постигнато помирение на Цариградската конференция през 1930 година.